# برايان نورتن
برايان نورتن (بالإنجليزية: Brian Norton)‏ هو مهندس أيرلندي، ولد في 11 ديسمبر 1955 في يرموث الكبرى ‏ في المملكة المتحدة.